# Agustín García Calvo
Pour les articles homonymes, voir Agustín García (homonymie), García et Calvo.
Agustín García Calvo, né à Zamora le 15 octobre 1926 et mort le 1er novembre 2012  à Zamora, est un philologue, traducteur, linguiste, dramaturge, poète et philosophe espagnol.

## Biographie
Il a fait des études de philologie classique à l'université de Salamanque où il a obtenu son doctorat avec une thèse sur la « Prosodie et métrique du latin classique » sous la direction d'Antonio Tovar. Après quelques années comme professeur de latin-grec au lycée, il devient titulaire d'une chaire de philologie latine à l'université de Séville dès 1959, puis à l'université Complutense de Madrid, à partir de 1964. En 1965, lors de la révolte des étudiants de Madrid, Agustín García Calvo prend publiquement parti pour le soulèvement avec d'autres universitaires, notamment Enrique Tierno Galván, qui deviendra maire de Madrid après la restauration de la démocratie, et José Luis López Aranguren (es), professeur d'éthique. Tous trois furent destitués de leur chaire de l'université, en représailles à leur appui aux étudiants. De 1969 à 1972, Agustín García Calvo s'exile en France, et s'installe dans le Quartier latin, à Paris.
Durant cette période, il travaille comme traducteur pour la maison d'édition Ruedo Ibérico avant d'être nommé professeur à l'université de Lille. À Paris, au Quartier latin, il tient une causerie politique publique au café de la Boule d'or. Avec d'autres exilés espagnols, ils fondent la Commune Antinationaliste de Zamora à laquelle on doit trois écrits : Manifiesto de la comuna antinacionalista zamorana, Comunicado urgente contra el despilfarro, De los modos de integracion del pronunciamiento estudiantil.
En 1976, après la chute du régime franquiste, il récupère sa chaire à l'université de Madrid, qu'il conservera jusqu'à sa retraite en 1997. Il continue cependant d'y enseigner comme professeur émérite.
Il fut membre du Círculo Lingüístico de Madrid auquel participait aussi Rafael Sánchez Ferlosio, libre-penseur et écrivain.
Par ses ouvrages, Agustín García Calvo fit d'importantes contributions à la linguistique générale, préhistorique, européenne, et gréco-latine, ainsi qu'à l'étude de l'espagnol contemporain. Parmi ses ouvrages abordant le langage, figurent notamment les trois tomes de Del lenguaje rédigés entre 1979 et 1999, Hablando de lo que habla (Prix national de l'essai en 1990), ainsi que l'imposant Tratado de Rítmica y Prosodia y de Métrica y Versificación, achevé en 2006.
Parmi ses œuvres philosophiques, les plus connues sont Lecturas presocráticas, Razón Común (édition critique, traduction et commentaires des Fragments d'Héraclite), Contra el Tiempo et Contra la Realidad.
Comme poète, il a publié entre autres El Sermón de Ser o no Ser, poème philosophique qui en est déjà à sa 7e édition, Del Tren et Libro de Conjuros.
Il est aussi l'auteur de plusieurs pièces dramatiques, comme Iliupersis, comédie musicale, et Baraja del Rey Don Pedro, pour laquelle il obtint en 1999 le Prix national de littérature dramatique.
Il a aussi publié de nombreuses critiques sur la société contemporaine dans différents journaux, comme El País et Diario 16, entre autres. On peut citer Contra la Democracia, Contra la Paz, Análisis de la Sociedad del Bienestar, Comunicado urgente contra el despilfarro (« Communiqué urgent contre le gaspillage »).
De 1997 à sa mort, en 2012, il animait tous les mercredis la Tertulia politica, causerie politique hebdomadaire, à l'Athénée de Madrid, qui regroupait plus d'une centaine de participants.
Les poèmes d'Agustín García Calvo ont été mis en musique par les chanteurs Amancio Prada et Chicho Sánchez Ferlosio, entre autres.

## Prix espagnols
- Prix national de l'essai, en 1990, pour Hablando de lo que habla
- Prix national de littérature dramatique, en 1999, pour la pièce La Baraja del rey don Pedro
- Prix national de la traduction, en 2006, pour l'ensemble de son œuvre.

## Œuvres

### Traduites en français
- Contre la Paix – Contre la Démocratie, Atelier de création libertaire, Lyon, 1994.
- La Société du Bien-être, Le Pas de côté, Vierzon, 2014[3].
- Histoire contre tradition. Tradition contre Histoire, La Tempête, Bordeaux, 2020.
- Qu'est-ce que l'État ?, Atelier de création libertaire, Lyon, 2021.
- Apophtegmes sur le marxisme, édition préparée par Luis Andrés Bredlow et Manuel Martínez, Crise & Critique, Albi, 2022.
- Communiqué urgent contre le gaspillage, Crise & Critique, Albi, 2024.

### Grammaire et linguistique
- Pequeña introducción a la prosodia latina (Madrid: Sociedad de Estudios Clásicos, 1954).
- Lalia, ensayos de estudio lingüístico de la sociedad (Madrid: Siglo XXI, 1973).
- Del ritmo del lenguaje (Barcelona: La Gaya Ciencia, 1975).
- Del lenguaje (I) (Zamora: Lucina, 1979; 2 ªed correg. 1991).
- De la construcción (Del lenguaje II) (Zamora: Lucina, 1983).
- Del aparato (Del Lenguaje III) (Zamora: Lucina, 1999).
- Hablando de lo que habla. Estudios de lenguaje (Prix national d'essai 1990) (Zamora: Lucina, 1989; 2e ed. 1990; 3e ed. 1990; 4e ed. 1993).
- Contra la Realidad, estudios de lenguas y cosas (Zamora: Lucina, 2002).
- Es. Estudio de gramática prehistórica (Zamora: Lucina, 2003).
- Tratado de Rítmica y Prosodia y de Métrica y Versificación (Zamora: Lucina, 2006).
- Elementos gramaticales, 3 t. (Zamora: Lucina, 2009).

### Logique
- De los números (Barcelona: La Gaya Ciencia, 1976).

### Traductions et versions d'auteurs classiques grecs et romains
- Aristophane, Los carboneros (Akharneís). Versión rítmica de A. García Calvo (Zamora, Lucina, 1981 ; 2e éd. 1998).
- Héraclite, Razón común (Lecturas presocráticas II). Édition, traduction et commentaire de García Calvo (Zamora, Lucina, 1985).
- Homère, Ilíada. Versión rítmica de Agustín García Calvo (Zamora, Lucina, 1995).
- Xénophon, Memorias de Sócrates, Apología de Sócrates, Simposio. Traduction, introduction et commentaires de García Calvo (Madrid, Alianza Editorial, 1967 ; Salvat editores, 1971).
- Lecturas presocráticas (Zamora, Lucina, 1981 ; 3e éd. avec traduction et commentaires réactualisés, 2001).
- Lucrèce, De Rerum Natura / De la Realidad. Édition critique et « version rythmique » de A. García Calvo (Zamora, Lucina, 1997).
- Plaute, Pséudolo o Trompicón. Traduction « rythmique », introduction et commentaires de García Calvo (Madrid, Cuadernos para el Diálogo, 1971).
- Platon, Diálogos Socráticos, Apología, Teages, Los enamorados ; Cármides, Clitofonte. Traduction, introduction et commentaires de García Calvo (Barcelone, Salvat Editores, 1972).
- Poesía antigua (De Homero a Horacio) (Zamora, Lucina, 1992).
- Socrate (dans Enciclopedia Universitas, t. II, fasc. 30 ; Barcelona, Salvat Editores, 1972).
- Sophocle, Edipo Rey. Version rythmique de A. García Calvo (Zamora, Lucina, 1982 ; 2e éd. 1988; 3e éd. 1993).
- Virgile. Étude biographique et version rythmique des Bucólicas du livre IV des Geórgicas et du livre VI de l'Eneida (Madrid, Ediciones Júcar, 1976).
- Parménide. Édition critique d'Agustín García Calvo et Luis Andrés Bredlow (Zamora, Lucina, 2018).

### Autres traductions et versions
- Sem Tob, Glosas de sabiduría o proverbios morales y otras rimas. Texte critique, version, introduction et commentaires (Madrid, Alianza Editorial, 1974).
- Marquis de Sade, La filosofía en el «boudoir». Traduction et commentaires d'Agustín García Calvo, illustrations de Bartoli (coll. « Libros Buen Amor Loco Amor », Paris, Ruedo Ibérico, 1975 ; rééd. Zamora, Lucina, 1980 ; 2e rééd. 1988 : titre dans ces éditions par Zamora : Instruir deleitando o Escuela de amor).
- William Shakespeare, Sonetos de amor. Texte critique, traduction en vers, introduction et commentaires (Barcelone, Anagrama, 1974).
- William Shakespeare, Sueño de noche de verano (Zamora, Lucina, 1980 ; 2e éd. 1988 ; 3e éd. 1993).
- William Shakespeare, Macbeth. Version rythmique d'A. García Calvo (Zamora, Lucina, 1980).
- Georges Brassens, 19 Canciones. Con versión para cantar de A. García Calvo (Zamora, Lucina, 1983).
- Giuseppe Gioachino Belli, 47 sonetos romanescos con las versiones de Agustín García Calvo (Zamora, Lucina, 2006).
- Paul Valéry, Le Cimetière Marin / El Cementerio Marino con la versión rítmica de Agustín García Calvo (Zamora, Lucina, 2006).

### Essais et Politique
- Apotegmas a propósito del marxismo (Paris, Ruedo Ibérico, 1970).
- Comunicado urgente contra el despilfarro (Madrid, Banda de Moebius, 1977).
- ¿Qué es el Estado? (Barcelone, La Gaya Ciencia, 1977).
- Actualidades (Zamora, Lucina, 1980).
- Cartas de negocios de José Requejo (Zamora, Lucina, 1981).
- Historia contra tradición. Tradición contra Historia (Zamora, Lucina, 1983 ; 2e éd. 1998).
- Familia: la idea y los sentimientos (Zamora, Lucina, 1983 ; 2e éd. 1992).
- El amor y los 2 sexos. Del tiempo de amor y olvido (Zamora, Lucina, 1984 ; 2e éd. 1991).
- De la felicidad (Zamora, Lucina, 1986 ; 2e éd. 1989 ; 3e éd. 1991 ; 4e éd. 2000).
- De los modos de integración del pronunciamiento estudiantil (Zamora, Lucina, 1987).
- Noticias de abajo (Zamora, Lucina, 1991; 2e éd. 1991 ; 3e éd. 1995).
- Contra la Paz. Contra la Democracia (Barcelona, Editorial Virus, 1993).
- Contra el Tiempo (Zamora, Lucina, 1993 ; 2e éd. 2001).
- Análisis de la Sociedad del Bienestar (Zamora, Lucina, 1993 ; 2e éd. 1995).
- Contra la Pareja (Zamora, Lucina, 1994 ; 2e éd. 1995).
- Contra el hombre (con dos epílogos de Isabel Escudero) (Madrid, Fundación de Estudios Libertarios, Anselmo Lorenzo, 1996)
- De Dios (Zamora, Lucina, 1996).
- Locura. 17 casos (Zamora, Lucina, 1997).
- De mujeres y de hombres (Zamora, Lucina, 1999).
- 37 adioses al mundo (Zamora, Lucina, 2000).
- ¿Qué es lo que pasa? (Zamora, Lucina, 2006).
- 20 ventanas y 36 adolescencias (Zamora, Lucina, 2006).
- De verde a viejo. De viejo a verde (Zamora, Lucina, 2007).

### Poésie
- Al burro muerto... (Zamora, Lucina, 1998).
- Bebela (Zamora, Lucina, 1987 ; 2e éd. 2001).
- Canciones y soliloquios (Zamora, Lucina, 1982 ; 2e éd. 1993).
- Del tren (83 notas o canciones) (Zamora, Lucina, 1981).
- Libro de conjuros (Zamora, Lucina, 1979 ; 2e éd. 1981 ; 3e éd 1991 ; 4e éd. 2000).
- Más canciones y soliloquios (Zamora, Lucina, 1988).
- Ramo de romances y baladas (Zamora, Lucina, 1991).
- Relato de amor (Zamora, Lucina, 1980 ; 2e éd. 1982 ; 3e éd. 1989 ; 4e éd. 1993).
- Sermón de ser y no ser, (Madrid, Visor, 1re éd., 1972 ; 2e, 1973 ; 3e, 1977 ; Zamora, Lucina, 4e éd., 1980 ; 5e, 1984 ; 6e, 1988 ; 7e, 1995).
- Valorio 42 veces (Zamora, Lucina, 1986).
- Uno o dos en 23 sitios y más (Zamora, Lucina, 2003).
- 4 canciones de amor perdido y el cínife (Logroño, Ediciones del 4 de agosto de 2006).
- Suma del vuelo de los hombres (Zamora, Lucina, 2008).
- Cantar de las dos torres (Zamora, Lucina, 2008).
- Y más aún canciones y otros juegos (Zamora, Lucina, 2008).

### Théâtre
- Baraja del Rey Don Pedro (Prix national de littérature dramatique 1999) (Zamora, Lucina, 1998 ; 2e éd. 1999).
- Ismena. Tragicomedia musical (Zamora, Lucina, 1980).
- Rey de una hora (Zamora, Lucina, 1984).
- Tres farsas trágicas y una danza titánica : Traspaso, Dos amores, Velatorio et Rotura, quatre pièces de théâtre d'une durée de 30 minutes (Zamora, Lucina, 1980).
- Pasión. Farsa trágica (Zamora, Lucina, 2006).
- La rana y el alacrán (Zamora, Lucina, 2007).
- El otro hombre (Zamora, Lucina, 2008).
- Diosas cosas (Zamora, Lucina, 2008).
- Loco de amor (Zamora, Lucina, 2010).

### Autres
- Hymne de la Communauté de Madrid (BOCM, 1983).
- Eso y ella. 6 cuentos y una charla (Zamora, Lucina, 1987 ; 2e éd., 1993).
- Recitaciones de poesía antigua (Zamora, Lucina, 1987).
- ¿Qué coños? 5 cuentos y una charla (Zamora, Lucina, 1990 ; 2e éd. 1991 ; 3e éd. 1991 ; 4e éd. 1995).
- Cosas de la vida. 17 cuentos (Zamora, Lucina, 2009).